# Betasyrphus claripennis
Betasyrphus claripennis là một loài ruồi trong họ Ruồi giả ong (Syrphidae). Loài này được Loew mô tả khoa học đầu tiên năm 1858. Betasyrphus claripennis phân bố ở vùng Châu Phi